# Madonna Tempi
La Madonna Tempi è un dipinto a olio su tavola (75x51 cm) di Raffaello, databile al 1508 circa e conservato nell'Alte Pinakothek di Monaco di Baviera. 

## Storia
Si sa che il dipinto apparteneva alla famiglia Tempi di Firenze (Cinelli, Bellezze di Firenze, 1677), prima di essere acquistata, nel 1829, da Ludovico I di Baviera.
L'opera è in genere datata alla fine del periodo fiorentino di Raffaello.

## Descrizione e stile

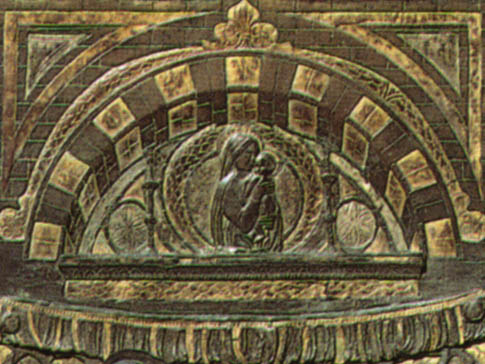
Donatello, Miracolo del neonato che parla, dettaglio

La Madonna è ritratta a mezza figura col Bambino in braccio, sullo sfondo di un paesaggio delineato sinteticamente, che evidenzia, per contrasto, la monumentalità delle figure. I due protagonisti appoggiano i volti l'un l'altro citando la Madonna Pazzi di Donatello, ma soprattutto il piccolo tondo che lo scultore inserì nello sfondo del Miracolo del neonato che parla nell'altare di Sant'Antonio da Padova. 
Tutto il gruppo è percorso da un'unica sensazione di moto, leggermente spiraliforme, che va dall'ampio giro di manto in basso, fino all'abbraccio e al tenero gesto dei volti, così intimo e familiare.
Straordinario è l'equilibrio raggiunto tra l'ideale di perfezione artistica e la naturalezza delle figure.